# Proptech
Proptech (förkortning för Property Technology) är fastighetsteknik där man använder informationsteknik eller nya affärsmodeller för att hjälpa individer och företag att undersöka, köpa, sälja, hantera, övervaka och styra de byggnader som de driver eller äger. Proptech använder digitalisering och automatisering för att effektivisera fastighetsbranschen.  Det kan vara svårt att veta var gränsen mellan proptech och närliggande tech-områden som t.ex. fintech, (förkortning av ”financial technology”) – teknologi för finanssektorn och Contech som är en förkortning av ”construction technology” en teknik inom byggbranschen. En proptech-lösning kan innehålla finansiella tjänster och en fintech-lösning kan användas för fastighetsfinansiering. Vissa lösningar fokuserar också på hela fastighetsprocessen- från bygg- och konstruktion till förvaltning och teknisk drift. Proptech innefattar även all teknik runt försäljning av fastigheter och bostäder.

## Standarder
Det finns olika typer av standarder för smarta byggnader som RealEstateCore, Brick schema och Haystack.